# Bunge Argentina
Bunge Argentina es una compañía de agronegocios y alimentos subsidiaria de Bunge Global, una de las empresas líderes mundiales en el procesamiento de oleaginosas. 
Posee unidades industriales en Puerto General San Martín y San Jerónimo Sud, en la provincia de Santa Fe; Campana y Ramallo, en la provincia de Buenos Aires; y Tancacha, en la provincia de Córdoba. 

## Historia

### Bunge & Born
Johann Bunge fundó Bunge (actual Bunge Global) en Ámsterdam en 1818. Su nieto, Ernest Bunge, proveniente de Bélgica, emigró a la Argentina, cuya economía se encontraba en expansión. En 1884, fundó junto a Jorge Born la compañía Bunge & Born, dedicada a la industria alimentaria.   Hacia 1887, construyen un sistema integrado de silos, molinos y puertos, ante la creciente demanda de granos para la exportación. En 1902, el grupo adquiere Molinos Río de la Plata, una de las mayores empresas de molienda de trigo. 
Durante la primera mitad del siglo XX, desarrolla nuevas empresas: Centenera, taller de herrería mecánica de cromo para productos alimenticios; Compañía Industrial de Bolsas, fabricante de bolsas de granos; La Fabril, industrialización de algodón; Alba, producción de pintura; Compañía Química, una de las principales en el rubro en Argentina; Grafa, industrialización de fibras; Sulfacid y Minera Aguilar, especializados en la producción de zinc electrolítico, entre otras.  
En 2001, Bunge Argentina absorbe Bunge & Born.  

### Bunge Argentina
En 2001, el grupo adquiere Guipeba-Ceval y La Plata Cereal.  
En 2005,  Bunge inaugura la terminal portuaria del Complejo Industrial Ramallo, dedicado a la exportación de granos y productos derivados. 
En 2007, construye una planta para la producción de superfosfato simple. 
En 2010, adquiere las operaciones de fertilizantes de Petrobras (PASA) en Argentina. 
En 2011, acuerda con Aceitera General Deheza la construcción de una planta de procesamiento de maíz en Alejandro Roca, provincia de Córdoba, para la producción de etanol y otros derivados de maíz. 
En 2010 y 2012, la Administración Federal de Ingresos Públicos denunció a Bunge por supuesta evasión fiscal, lo que motivó el allanamiento de sus oficinas y la suspensión preventiva del Registro de Operadores de Granos. La justicia falló a favor de Bunge ordenando su reincorporación en el registro.La Cámara Federal de la provincia de Córdoba señaló que la AFIP había vulnerado derechos fundamentales.
En 2014, con la adquisición de los activos de Mosaic, junto a otro socio,  constituye Terminal de Fertilizantes Argentinos S.A. (TFA), que posee una planta de producción de superfosfato simple y un puerto propio en Puerto General San Martín, provincia de Santa Fe. 
Una empresa presuntamente ligada al Grupo fue mencionada en los Panamá Papers revelados en 2016.
En 2017, Bunge adquiere Aceitera Martínez S.A. en la localidad de San Jerónimo Sud, desde la cual provee de aceite envasado a Argentina y países limítrofes. 
En 2023, constituye una alianza con Chevron. Adquieren Chacraservicios, una empresa que desarrolla Camelina, para la producción de biodiésel. 

## Unidad de negocios

### Bioenergía
El grupo produce combustible de origen agroindustrial. En la planta de Puerto General San Martín, produce biodiésel a partir de aceite de soja. En la planta de Alejandro Roca, obtiene bioetanol a través de la industrialización del maíz. 

### Cereales y oleaginosas
El grupo se dedica a la recepción, el almacenaje, el acondicionamiento y la comercialización de soja, maíz, trigo, girasol, cebada, cartamo y colza.  

### Fertilizantes
En 2008, Bunge inauguró en la localidad de Ramallo una planta de producción de Super Fosfato Simple de calcio, comercializado con el nombre "SPS Ramallo".  Con la adquisición de Pasa en 2010 y Mosaic en 2014, Bunge constituye junto a otro socio Terminal de Fertilizantes Argentinos (TFA), una planta de producción, almacenamiento y puerto para descarga de fertilizantes.  

### Insumos industriales
Bunge produce insumos para industrias alimenticias y químicas: derivados vegetales (lecitina, glicerina, proteínas, ácidos grasos) y derivados químicos (amoníaco industrial) 

### Alimentos
Produce aceites de soja, girasol y cártamo, así como lecitina de soja, un suplemento nutricional presente en una amplia variedad de alimentos. En la planta en San Jerónimo Sud, envasa y distribuye aceites destinados al consumo interno y a exportación, comercializado con las marcas propias Alsamar, Legítimo y Siglo de Oro, y también para otras marcas. 

### Nutrición animal
Bunge produce también materias primas para la producción de alimento balanceado para consumo animal, elaborados con soja, girasol, maíz y cartamo. 